# Nilton Fernandes
Nilton Rogério Cardoso Fernandes (nascut el 7 de març de 1979), conegut simplement com a Nilton, és un antic futbolista de Cap Verd que va jugar de migcampista.
Va passar la major part de la seva carrera a Portugal, acumulant un total de 110 partits de Primera Lliga i un gol amb quatre equips.

## Carrera de club
Nascut a l'illa de Brava, Nilton va jugar a futbol juvenil amb el club portuguès Boavista FC, que el va cedir al Gondomar SC i l'AD Esposende per iniciar la seva carrera sènior. Al seu retorn, va participar en 12 partits de la Primeira Liga la temporada 1999-2000, ajudant a aconseguir un quart lloc.
En els anys següents, Nilton va alternar entre la màxima divisió i la Segona Lliga, representant el CD Aves (on va marcar el seu primer gol, contribuint a la victòria a casa per 3-2 contra el CF Estrela da Amadora el 13 de maig de 2001, tot i que el seu equip va baixar finalment), Gil Vicente FC, FC Marco, SC Salgueiros i FC Penafiel. Va marxar del país l'estiu del 2006, marcant el rècord de gols de la seva carrera (sis) amb el FC Koper i guanyant la Copa d'Eslovènia.
Des del 2007 fins a la seva jubilació cinc anys després, als 33 anys, Nilton va jugar a l'Ethnikos Achna FC (Xipre), NK Maribor (Eslovènia), PFC Chernomorets Burgas (Bulgària), Akritas Chlorakas (Segona Divisió xipriota) i Maccabi Ironi Bat Yam FC (segona divisió israeliana).

## Palmarès
Koper
- Copa d'Eslovènia de futbol: 2006–07

Maribor
- PrvaLiga eslovena: 2008–09